# مایکل دروت
مایکل دروت (انگلیسی: Michael D. C. Drout؛ زادهٔ ۳ مهٔ ۱۹۶۸) نویسنده، استاد دانشگاه، نویسنده علمی-تخیلی، متخصص ادبیات، و منتقد ادبی اهل ایالات متحده آمریکا است.